# Froðbiarbotnur (vik)
Froðbiarbotnur är en vik i Färöarna (Kungariket Danmark).   Den ligger i sýslan Suðuroyar sýsla, i den södra delen av landet, 50 km söder om huvudstaden Torshamn.